# (3426) Seki
(3426) Seki ist ein Asteroid des Hauptgürtels, der am 5. Februar 1932 vom deutschen Astronomen Karl Wilhelm Reinmuth an der Landessternwarte Heidelberg-Königstuhl (IAU-Code 024) bei Heidelberg entdeckt wurde.
Der Asteroid wurde nach dem japanischen Astronomen Tsutomu Seki (* 1930) benannt, der zwischen 1961 und 1970 sechs Kometen mit visuellen Methoden aufspürte.